# Carlos García Fermín
Carlos García Fermín (Madrid, 1910 - Moscú, 1990) fue un militante comunista español que combatió en la guerra civil española y en la Segunda Guerra Mundial.

## Biografía
Nació en Madrid en 1910. Mecánico de profesión, en 1930 se afilió al Partido Comunista de España (PCE).
Tras el estallido de la Guerra civil se unió a las fuerzas republicanas, pasando a formar parte del comisariado político del Ejército Popular de la República. Durante el transcurso de la contienda llegó a ejercer como comisario de la 31.ª Brigada Mixta y la 3.ª División, tomando parte en diferentes acciones militares. En 1938 participaría en la batalla del Ebro. A comienzos de 1939, con la derrota de la República, se vio obligado a marchar al exilio. Se instaló en la Unión Soviética.
En 1941, tras la invasión alemana de la URSS, sería evacuado al Asia Central y trabajaría como chófer del servicio de bomberos de unas instalaciones petrolíferas situadas cerca de las montañas Tian Shan. En un principio el mando soviético no autorizó a los exiliados españoles alistarse para ir al frente. Pasado un tiempo se integraría en una unidad guerrillera compuesta por españoles que combatió a los ocupantes nazis en territorios de Ucrania, los Cárpatos, Bucovina y Rumanía.
Tras la guerra siguió residiendo en la Unión Soviética y trabajó como intérprete hasta 1980, siendo también presidente del Comité de Veteranos Españoles.
Falleció en Moscú en 1990.